# أنيكا لارسون
أنيكا لارسون (بالسويدية: Annika Larsson)‏ هي مصورة سويدية، ولدت في 1972 في ستوكهولم في السويد.